# جاك بوديه
جاك بوديه (بالفرنسية: Jacques Boudet)‏
```
هو 
ممثل
 
فرنسي
، ولد في 15 أبريل عام 1935، 
بباريس
 في 
فرنسا
.
```

## أعمال

### أفلام
- (1984) حركات خطرة
- (1992) عودة كازانوفا
- (1997) ماريوس وجانيت[4]
- (2000) المدينة هادئة
- (2008) سيدة جين
- (2010) أسماء الحب[5]
- (2011) ممارسة الدولة[6]
- (2012) وداعا ملكتي[7]
- (2015) طفولة القائد

## وصلات خارجية
- جاك بوديه على موقع IMDb (الإنجليزية)
- جاك بوديه على موقع ألو سيني (الفرنسية)
- جاك بوديه على موقع أول موفي (الإنجليزية)
- جاك بوديه على موقع قاعدة بيانات الأفلام السويدية (السويدية)
- جاك بوديه على موقع قاعدة بيانات الفيلم (الإنجليزية)
- جاك بوديه على موقع كينوبويسك (الروسية)